# Maasia
Maasia is een geslacht uit de familie Annonaceae. De soorten komen voor in Zuidoost-Azië, van Indochina tot op Nieuw-Guinea.

## Soorten
- Maasia discolor (Diels) Mols, Kessler & Rogstad
- Maasia hypoleuca (Hook.f. & Thomson) Mols, Kessler & Rogstad
- Maasia multinervis (Diels) Mols, Kessler & Rogstad
- Maasia ovalifolia (Rogstad) Mols, Kessler & Rogstad
- Maasia sumatrana (Miq.) Mols, Kessler & Rogstad